# 血清病
血清病是人類接觸来自非人類的动物的抗血清中的蛋白质後而產生的不良反应，這其實是一種超敏反应。不良反應一般发生在人類接触動物源的抗血清后的5至10天內。1906年，克萊門斯·馮·皮爾奎和贝拉·席克首次对血清病进行描述。